# Trifluormetansulfonsyra
Trifluormetansulfonsyra, även känt som HOTf eller TfOH (där -OTf eller TfO- betecknar triflatgruppen) är en sulfonsyra med kemisk formel CF3SO2OH. Ämnet betraktas ofta som en av de starkaste syrorna, och är en av de så kallade "supersyrorna". Ämnet används flitigt både som katalysator och som reaktant i organisk kemi. Syrans salter kallas triflater.

## Egenskaper
Trifluormetansulfonsyra är en hygroskopisk, färglös vätska vid rumstemperatur. Ämnet löser sig i polära lösningsmedel så som (CH3)2NC(O)H (dimetylformamid), (CH3)2SO (dimetylsulfoxid), CH3CN (acetonitril) och (CH3)2SO2 (dimetylsulfon). Tillägg av trifluormetansulfonsyra till polära lösningsmedel kan vara farligt exotermt.

## Historia och syntes
Trifluormetansulfonsyra syntetiserades för första gången år 1954 av R. N. Haszeldine och J. M. Kidd enligt följande reaktion: